# Кавала (футбольний клуб)
Кавала (грец. Καβάλα) — грецький футбольний клуб, що базується в місті Кавала, ном Кавала. В сезоні 2014—2015 грає у третьому за силою грецькому дивізіоні Футбольна ліга 2. Домашні матчі команда проводить на стадіоні «Анті Караяні», що вміщає 10 500 глядачів.

## Історія
Клуб був заснований в 1965 році шляхом злиття кількох клубів, а саме «Філіпп Кавала», «Іракліс Кавала» та «АЕ Кавала». Починаючи з сезону 2001 року команда грала у третьому національному дивізіоні Гамма Етнікі, проте в сезоні 2008 року піднялась до Бета Етнікі, а з 2009 року другий сезон поспіль виступає у Суперлізі.

### Історія виступів у національних лігах
- 1965-69: Бета Етнікі
- 1969-75: Альфа Етнікі
- 1975-76: Бета Етнікі
- 1976-82: Альфа Етнікі
- 1982-89: Бета Етнікі
- 1989-90: Гамма Етнікі
- 1990-94: Бета Етнікі
- 1994-95: Альфа Етнікі
- 1995-96: Бета Етнікі
- 1996-00: Альфа Етнікі
- 2000-01: Бета Етнікі
- 2001-02: Гамма Етнікі
- 2002-03: Бета Етнікі
- 2003-08: Гамма Етнікі
- 2008-09: Бета Етнікі
- 2009-10 : Альфа Етнікі

## Досягнення
- Півфіналіст Кубка Греції: 1964-65, 1995, 2009.

## Відомі гравці
- Теодорос Загоракіс
- Йоргос Папандреу
- Фаніс Катеряннакіс
- Васіліс Лакіс
- Дімітріс Салпінгідіс
- Нікос Карагеоргіу
- Мільтіадіс Сапаніс
- Андреас Говас
- Апостолос Янну

Інші країни
- Желько Калац
- Альфред Гертнагль
- Єрванд Сукіасян
- Мілен Петков
- Діого Рінкон
- Денілсон
- Німа Накіса
- Вілсон Орума
- Лежек Пищ
- Ебі Смолярек
- Іван Гвозденович
- Фредерік Менді
- Ернан Родріго Лопес
- Шарль Ітанж